# Udo Huber

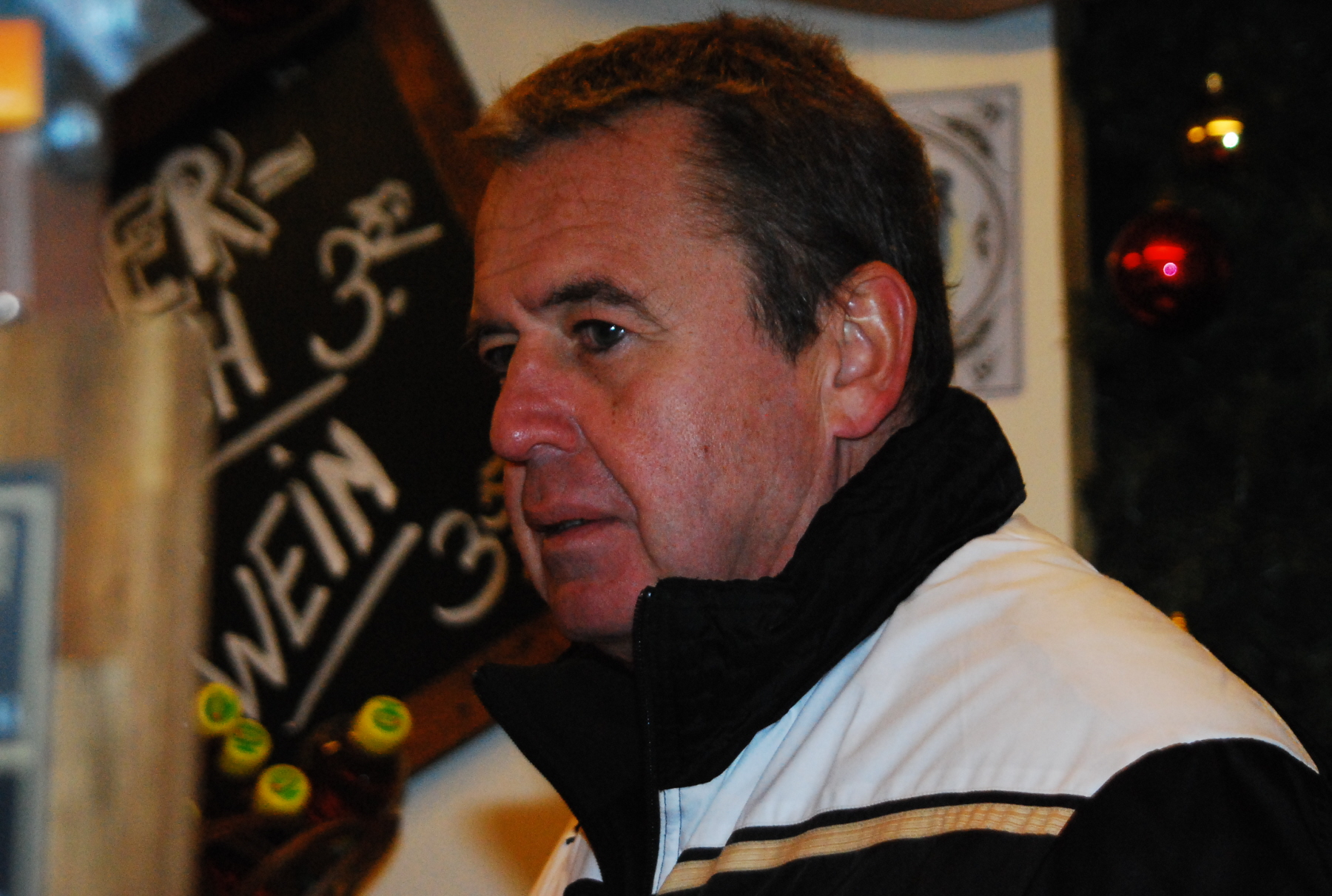
Udo Huber (2012)

Udo Huber (* 22. April 1953 in Wien) ist ein österreichischer Radiomoderator.

## Leben
Als Mr. Hitparade übernahm Udo Huber am 1. November 1981 das Mikrofon von Hans Leitinger und präsentierte über 15 Jahre die österreichische Hitparade auf Ö3. Auch im Fernsehen war er tätig, von 1982 bis 1993 leitete er monatlich die Fernsehsendung Die großen 10, in welcher jeweils aus einer österreichischen Diskothek eine Hitparade in Form von Musikvideos (allerdings meist gekürzt) gesendet wurde. Diese wurde oft zur meistgesehenen Sendung des Tages.
Udo Huber hatte Gastauftritte in Sendungen wie Dalli Dalli, Kottan ermittelt, Wurlitzer, Starlight, Tohuwabohu, Wickie, Slime & Paiper, Vera, Barbara Karlich Show, Menschen, Knapp nach Ladenschluss, Austropopshow, Licht ins Dunkel und 50 Jahre Fernsehen.
Anfang 1997 musste Udo Huber aufgrund von Strukturreformen des ORF die Moderation der Ö3 Austria Top 40 Martina Kaiser überlassen. Da keine Angebote mehr vom ORF kamen, gründete Udo Huber die Firma Event Radio + TV, um unter anderem Formel-1-Berichterstattungen für Privatradios und Ball-Moderationen durchzuführen.
Von 1998 bis 2001 war Udo Huber noch auf Radio RPN und Radio 98.4 zu hören.
Im Juni 2005 wurde Udo Huber Vizepräsident des Wiener Sportklubs, von Juni 2008 bis April 2013 war er dessen Präsident.
Ab März 2007 moderierte er eigene Sendungen auf Antenne Salzburg, Antenne Tirol, Wels und Wien. Bis Oktober 2009 moderierte er die Antenne 80er Show, danach war er in Udo Hubers Chartshow – fünf Jahrzehnte Musikgeschichte auf der Antenne jeden Samstag von 16 bis 18 Uhr zu hören.
Der österreichische Fernsehsender TW1 führte im November 2007 die Sendung Mr. Hitparade – The Return of Mr. Udo Huber ein, die bis Ende 2008 jeden Samstag von 19:05 bis 20:00 Uhr ausgestrahlt wurde. Die Sendung moderierte Udo Huber gemeinsam mit Stephan Sommeregger.
Seit 2011 ist er auf Radio Wien zu hören.

### Privates
1977 lernte er seine spätere Frau kennen, 1984 wurde ihr gemeinsamer Sohn, der Quantenphysiker Marcus Huber (Start-Preis 2015), geboren. Seit 2008 lebt Udo Huber mit seiner Frau, mit der er seit 1985 verheiratet ist, in Andau im Burgenland.